# أشرف السكاكي
أشرف السكاكي، الملقب بـمغربي ميشيلين و ملك المراوغة (مواليد 1983، في ميشيلين)، هو مجرم بلجيكي عمل بشكل أساسي في بلجيكا، وأيضًا في هولندا والمغرب.
اعتُبر «العدو العام رقم 1» خلال بداية الألفية الثالثة، وقد عُرف في بلجيكا من خلال عمليات السطو التي قام بها،  وشبكات الاتجار بالمخدرات. ومن أبرز حالات الهروب التي قام بها كانت في تورنهاوت عام 2003، ومن سجن بروج بطائرة هليكوبتر عام 2009، ومن سجن وجدة عام 2010.
كان يترأس مافيا مغربية إجرامية مباشرة من زنزانته. فيما يتعلق به، فإن اثنين من أشقائه ينشطون أيضا في الوسط الإجرامي ببلجيكا.

## مسيرته

### الشباب في ميشيلين
وُلد أشرف السكاكي ونشأ في ميشيلين في مجتمع فلمنكي، لعائلة مغربية من بلدة إسكاكن تماسينت -جماعة إمرابطن- الحسيمة، وهي مدينة تقع في منطقة جبلية في شمال المغرب. كان السكاكي يبلغ من العمر ثلاثة عشر عامًا فقط عندما ألقت الشرطة المحلية القبض عليه لأول مرة في ميشيلين. ومن بين جرائمه، قام بعمليات سطو وحمل الأسلحة والتهديد بالأسلخة البيضاء. في وقت مبكر جدًا، أصبح العدو رقم 1 للشرطة. أثناء استيراد المخدرات القوية في أنتويرب وتنفيذ عمليات سطو مختلفة، في مركز الشرطة، ينفي أشرف السكاكي الحقائق دائمًا. قام بأول هروب له من مركز الشباب الأكثر أمانًا في بلجيكا. أطلق سراحه بعد بضعة أشهر، وعاد إلى ميشيلين وارتكب عدة عمليات سطو في اليوم نفسه، دون أن يتم القبض عليه. عاد السكاكي إلى ميشيلين حيث قام بعمليات سرقة للسيارات والسطو وإطلاق النار. اعتقلته الشرطة بعد أسابيع قليلة، وعاد إلى مركز الشباب. عند عودته إلى سجن مول للأحداث، تم استقباله بالتصفيق والصفارات من زملائه السجناء. إجمالاً، فقد هرب السكاكي خمس عشرة مرة من مراكز احتجاز القصر (IPPJ) في بلجيكا. في سن صغيرة جدًا، أُطلق عليه لقب De Ontsnappingskoning (ملك الهروب).
بعد عشرة أيام من احتفاله بعيد ميلاده السادس عشر خلف القضبان ورغبته في الهروب مرة أخرى، يهدد السكاكي المُراقب بقطع رقبته بإزميل في يده. لأول مرة، في عام 1999، وعلى الرغم من أنه كان لا يزال قاصرًا، فقد حُكم عليه بالسجن لمدة تسع سنوات، بقرار من العدالة الإصلاحية. ثم يضع لتقييم نفسي. نُقل بعد ذلك إلى سجن تورنهاوت. في عام 2002، وجد الحراس كمية صغيرة من الهيروين في زنزانة السكاكي. لذلك حُكم عليه بالسجن مدى الحياة. تم توجيهه نحو الإيداع الجبري.

### الهروب من سجن تورنهاوت

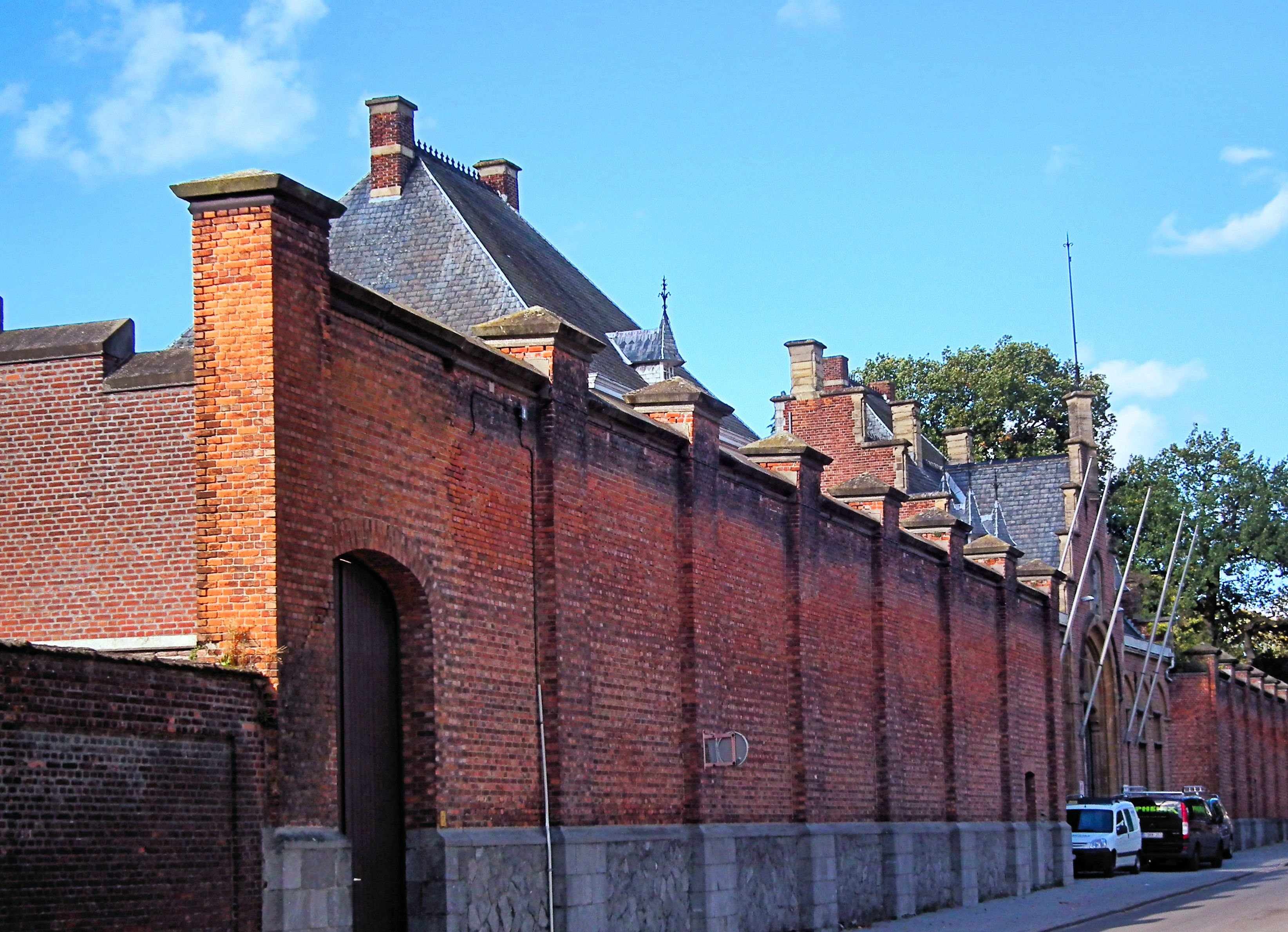
نجح السكاكي في الهروب من سجن تورنهاوت عام 2003.

في سجن تورنهاوت، التقى أشرف بماجد قاسمي، وهو أيضًا شاب بلجيكي مغربي، شارك السكاكي أهدافه المهنية في مجال الجريمة. كان السكاكي يتواصل مع زملائه في السجن باللغة البربرية، حتى لا يفهمهم أولياء أمورهم. في عام 2003، هرب من سجن تورنهاوت مع زميله ماجد قاسمي. كان آنذاك يبلغ من العمر 20 عامًا فقط. عثرت الشرطة البلجيكية على سلالم خارج السجن.

### السرقات وإطلاق النار
بعد ثلاثة أشهر، وقبل أيام قليلة من حلول العام الجديد، لم يتم العثور على الرجلين في أي مكان. ثم تم رصد السكاكي لأول مرة في ميشيلين، في (Korte Heistraat)، على متن مركبة مسجلة في هولندا. تم تجهيز البلجيكي المغربي بمدفع رشاش عوزي، وهو صاحب محاولة اغتيال اثنين من أباطرة المخدرات. تدخلت أجهزة الشرطة في مواجهة مباشرة مع تنظيم السكاكي. وقعت عمليت تبادل لإطلاق النار. بعد حوادث مشتركة أخرى، تمكن السكاكي من الفرار.
لفترة وجيزة، اعتمدت وسائل الإعلام البلجيكية اسم " Axa-Bende " («فرقة أكسا»، في إشارة إلى بنك أكسا) بسبب العدد الكبير من عمليات السطو على بنوكها في بلجيكا. بعد بضعة أيام، حدثت العديد من عمليات السطو في البنوك في أنتويرب. يقول العديد من شهود أنتويرب إنهم تعرفوا على السكاكي، مسلحًا بسلاح ناري، ودون أن ينسوا تهريبه للمخدرات. اعتُبر السكاكي بعد ذلك العدو العام رقم 1 في بلجيكا. عندما قُبض عليه بعد خمسة أشهر، في عام 2008، كان يرتدي بدلة رسمية. كان السكاكي قد خطط للسفر إلى هولندا للانضمام إلى جزء من عائلته التي تقطن هناك. عاد السكاكي إلى السجن، وهذه المرة في سجن بروج الأكثر حراسة مشددة في بلجيكا.

### الهروب من سجن بروج عبر مروحية
في 23 يوليو 2009، أُصيبت بلجيكا بالصدمة مرة أخرى، بعد هروب جديد لأشرف السكاكي، هذه المرة بطائرة مروحية. خطط اثنان من شركائه في رحلة سياحية في مروحية إلى ديكسميود. طلبوا من الطيار التحليق فوق ملعب يان بريدل، الذي يبعد بضعة أمتار عن سجن بروج، بعدما تم توجيه مسدس نحو رأس الطيار. وقد تم فرار ثلاثة سجناء: أشرف السكاكي وعبد الحق ملول الخياري ومحمد الجوهري. يعتبر السكاكي الآن من قبل الإنتربول أخطر مجرم في بلجيكا.

### أسبوعان من السرقات وسرقة السيارات
بعد بضع دقائق، اندلع إطلاق نار بالقرب من مدار في وسط المدينة في ألتر. ثم وقعت عملية سطو في محطة وقود، قبل أن يفروا بسيارة مختطفة. أثناء هروبهم، كانت مارلين فيرفيلغي، مالكة السيارة التي تم اختطافها، محتجزة كرهينة عندهم. الضحية التي ذهبت إلى البنك كان عليها مبلغ 10000 يورو، والتي سوف يسرقها الكوماندوز كانت. الضحية قد صرّحت: «كانوا مشغولين بالحديث بلغة غريبة، وكان السلاح يوجه نحوي باستمرار». بعد أربع ساعات، شوهد السكاكي في بلدية غنت في مهرجان.
بعد أيام قليلة، شوهد السكاكي على كاميرا مراقبة في فندق بأمستردام. كان السكاكي لوحده وبدون منظمته الإجرامية، وبحاجة إلى المال، فعاد إلى بلجيكا لارتكاب عمليات سطو جديدة. في صيف 2009، ظهر السكاكي على الصفحة الأولى للصحف في بلجيكا وخارجها. حصلت نحو 30 سرقة لحساب السكاكي. هاجم البنك مرة أخرى وغادر مع نهب 18000 يورو. بعد بضع ساعات، في تورنهاوت، تعرض بنك آخر للسرقة. غادر السكاكي ومعه 50 ألف يورو. بعد يوم واحد، دعت والدة السكاكي (فايزة العزوزي) علنًا ابنها إلى تسليم نفسه للشرطة، لكن السكاكي ارتكب السرقة مرتين أيضا. في غضون يومين فقط، بعد عودته من هولندا، حصل السكاكي على أكثر من 100,000 يورو. في الأيام التي تلت ذلك، لم يترك السكاكي أي أثر.
يعتقد القضاء البلجيكي أن الكوماندوز فرّ إلى الخارج. في 1 أغسطس 2009 كشف المحققون عن رحيل والدة السكاكي إلى المغرب. اشتبهت السلطات في أن السكاكي موجود فيالمغرب، واتصلوا بالسلطات المغربية، مؤكدين أن الهاربين الثلاثة من أصول مغربية وكان بإمكانهم الفرار إلى المغرب. بعد أيام قليلة، اعتقلت القوات الخاصة عبد الحق ملول في سينت-يانس-مولينبيك بعد هروبه من مطاردة في محطة الشمال بباريس. وقد تعاونت السلطات الفرنسية مع بلجيكا. اكتشف محققون فرنسيون اكتشافًا مذهلاً لأربع مشتريات من تذاكر القطار في محطة الشمال في باريس، والتي ترتبط بالهارب الذي تم القبض عليه في مولينبيك. وقد يكون الأربعة هم ملول والسكاكي ومحمد جوهري وليزلي ديكر. ويشتبه في أن المجرمين كانوا في طريقهم بالقطار إلى المغرب. اتصلت بلجيكا بالخدمات الخاصة الإسبانية للتوقف الفوري لقطار يصل إلى مدريد. تم تفتيش القطار بالكامل ولم يتم العثور على أحد.
من خلال سيارة بي إم دبليو مستأجرة في ألمانيا، يتجه السكاكي والجوهري إلى جنوب إسبانيا قبل أن يستقلوا القارب إلى المغرب بجوازات سفر مزورة. بعد يومين في المغرب، اعتُقِل محمد جوهري في مدنية بركان. في حين ظلّ السكاكي مبحوثا عنه.

### اعتقال وهروب من وجدة، واعتقال بالمغرب
كونه في المغرب في الوقت الذي يزور فيه الملك محمد السادس مدينة الحسيمة، كافح السكاكي للعثور على مكان للاختباء. لكن حضور الشرطة المُكثّف بسبب وجود الملك، منع السكاكي من لم شمله مع عائلته في جبال الريف. كما هدد مهربو المخدرات في الجبال باغتياله بعد الصعوبات التي واجهتهم في استمرار التهريب، بسبب تواجد الشرطة المكثف. بعد مطاردة مع الشرطة المغربية انتهت بحادث سيارة خطير للجاني،  واصل هروبه بالقفز من جرف،  وبعد فترة قصيرة، في يوم 8 أغسطس 2009، تم اعتقال أشرف السكاكي ليلاً من قبل الأجهزة الخاصة.
ليزلي ديكر هي آخر المتواطئين الذين سيتم العثور عليها في بيرينجن، بلجيكا.
حكم القضاء المغربي على أشرف السكاكي بالسجن 14 عاما. كما حكمت محكمة استئناف أنتويرب على عليه بالسجن ثلاث سنوات بتهمة التآمر الإجرامي.
في نوفمبر 2010، تمكن السكاكي من الفرار من سجن وجدة في حقيبة، قبل يوم واحد من محاكمته. وتم اعتقاله بعد أيام قليلة، على بعد 150 كيلومترًا، قبل نقله إلى سلا، بالقُرب من الرباط، إلى أكثر السجون حراسة في البلاد.
على الهواء مباشرة من زنزانته في المغرب، حاورت قناة (VTM) السكاكي. هذا الأخير يفاجئ القضاء البلجيكي بإصداره بيان تهديد ومذهل بشأن العدالة المغربية: «لقد عوملت معاملة سيئة للغاية في المغرب. لكن هناك شيء واحد لا يعرفونه: لا شئ يدوم إلى الابد. سأخبرك بطريقة أخرى، وأنا أعلم أنهم سيستمعون إلي. طالما استمر دمي في الدوران في جسدي، فلن يختبر هؤلاء الناس السلام. سأقضي كل حياتي في السجن لأضع رؤوسهم في يدي.»
في يونيو 2016، جاء في صحيفة (La Derniere Heure) أن أشرف السكاكي كان يخطط للهروب من سجن سلا بمساعدة شركاء من بروكسل. وعثر على أسلحة ومتفجرات بين هؤلاء الذين تم القبض عليهم ووجهت إليهم تهمة الانتماء إلى منظمة إجرامية.

### زعيم العصابة من زنزانته
في عام 2016، بعد العديد من المواجهات في أنتويرب، فيما يتعلق بالمافيا المغربية، توصل تحقيق بلجيكي إلى اكتشاف أن أشرف السكاقكي يقود منظمة إجرامية في بلجيكا مباشرة من زنزانته في الرباط بالمغرب. يقول المتحدث باسم المدعي العام نيل بولمانز: «تقدم البحث واتضح أنه يبدو أنه مسؤول، من زنزانته في المغرب، عن عصابة أكبر تضم اثنين من أشقائه وعدد من أقاربه.» 
في مطلع عام 2017، كشفت الصحافة البلجيكية، أثناء تفتيش سيارة للشرطة، أن الشابين المعتقلين، اللذين كانا بحوزتهما بندقية آلية من طراز «كلاشنيكوف»، كانا في الحقيقة يعملان لحساب أشرف السكاكي. وفقا لتحقيقات الشرطة التي أجريت بعد الاعتقال، كان هدفهم سرقة كازينو في منطقة ليمبورغ. تم القبض على شخص ثالث فيما يتعلق بهذه السرقة، وهو صاحب السيارة الذي تسلم أوامره مباشرة من أشرف السكاكي.
في عام 2017، اعتقلت الشرطة وليد السكاكي، الأخ الأصغر لأشرف، بسبب شبكة هولندية مغربية مرتبطة بـالمافيا المغربية. ضبط 100,000 حبة إكستاسي و 25 كيلوغراماً من الكوكايين من سيارته على الحدود مع هولندا. كما أنه متهم بارتكاب عملية تبادل لإطلاق النار استهدفت تاجر مخدرات في هوبوكين، بلجيكا. في 19 ديسمبر 2019، هرب وليد بدوره من سجن تورنهاوت مع أربعة معتقلين آخرين، سيتم اعتقالهم جميعًا فيما بعد. بعد شهر، في يناير 2020، أرسل بطاقة بريدية إلى سجنه البلجيكي، مع رسالة يقول فيها: «تحياتي من تايلاند» في 2 سبتمبر 2020، وبعد الهروب الذي استمر 9 أشهر، تم القبض على المغربي وليد السكاكي في أنتويرب مساء الخميس بمدينة ليمبورغ، بعد أن جعل الجميع يعتقد أنه كان في الشمس على شاطئ الجنة. وبعد سلسلة من التحقيقات التي أجرتها الشرطة البلجيكية والانتربول، ظهرت بيانات تظهر أن وليد السكاكي كان برفقة عصابة مغربية، حيث تمت حمايته وإخفائه.
في مايو 2020، تم القبض على شقيق آخر لأشرف، يُدعى نصر الدين السكاكي، بتهمة تهريب المخدرات بقوة في ميشيلين، ووضع رهن الإقامة الجبرية بحزام في الكاحل. ونتيجة لذلك، نظمت الشرطة عمليات تفتيش في مواقع مختلفة في ميكلين. مرة أخرى، تم العثور على المخدرات والمال. كما تم اعتقاله في المغرب عام 2010 لتورطه في تحضير شقيقه أشرف من سجن وجدة، وأيضًا في عام 2013 لاختطاف صديقته. كما شارك في زراعة القنبداخل مجموعة من المنازل، وفي بيع الكوكايين في بلجيكا وهولندا.